# Ignaz Moscheles
Ignaz Moscheles (ur. 23 maja 1794 w Pradze, zm. 10 marca 1870 w Lipsku) – niemiecki pianista, dyrygent i kompozytor żydowskiego pochodzenia.

## Życiorys

### Początki kariery
Urodził się w żydowskiej rodzinie mówiącej po niemiecku. W wieku 10 lat rozpoczął naukę gry na fortepianie u Bedřicha Diviša Webera, dyrektora Praskiego Konserwatorium. Weber kładł szczególny nacisk na studiowanie dzieł J.S. Bacha, W.A. Mozarta oraz M. Clementiego. Moscheles odkrył już wówczas Sonatę Patetyczną L. van Beethovena i z wielkim zapałem zapoznawał się z każdym nowym dziełem tego kompozytora. Po wczesnej śmierci ojca, przeprowadził się w 1808 roku do Wiednia. Zaczął studiować kontrapunkt u J.G. Albrechtsbergera oraz kompozycję u A. Salieriego.
W tym czasie zmienił imię z „Isaak” na Ignaz. Był jednym z wiodących wiedeńskich wirtuozów podczas kongresu Wiedeńskiego w l. 1814–1815, w tym czasie napisał La marche d’Alexandre, Op. 32 na fortepian i orkiestrę. Wiedniu też został bliskim przyjacielem Giacomo Meyerbeera (tzn. Jakoba Liebmanna Beera, naówczas znanego pianisty, a jeszcze nie kompozytora) a ich improwizowane duety fortepianowe zyskały uznanie publiczności. Do rywali Moschelesa należeli w latach 20. XIX w.: Hummel i Kalkbrenner, Cramer, Herz i Weber, mimo tego z Hummlem i Kalkbrennerem połączyła go przyjaźń.
L. van Beethovena tak ujęły zdolności młodego Moschelesa, którego spotkał w Wiedniu, iż powierzył mu przygotowanie wyciągu fortepianowego swej opery Fidelio, zleconego przez jego wydawcę Artaria. Na końcu jego rękopisu, przed przedłożeniem Beethovenowi, Moscheles napisał: „Fine mit Gottes Hülfe” („Skończone z Bożą pomocą”). Beethoven pochwalił wersję Moschelesa, ale dodał słowa: „O Mensch, selber dir hilf” („O człecze, pomóż sobie sam”). Dobre relacje Moschelesa z Beethovenem okazały się ważne dla obydwu pod koniec życia Beethovena. W latach 1815–1825 koncertował w Europie, m.in.: Paryżu, Londynie, Pradze oraz w Berlinie, gdzie w 1821 spotkał 15-letniego Feliksa Mendelssohna.

### Wiara i rodzina

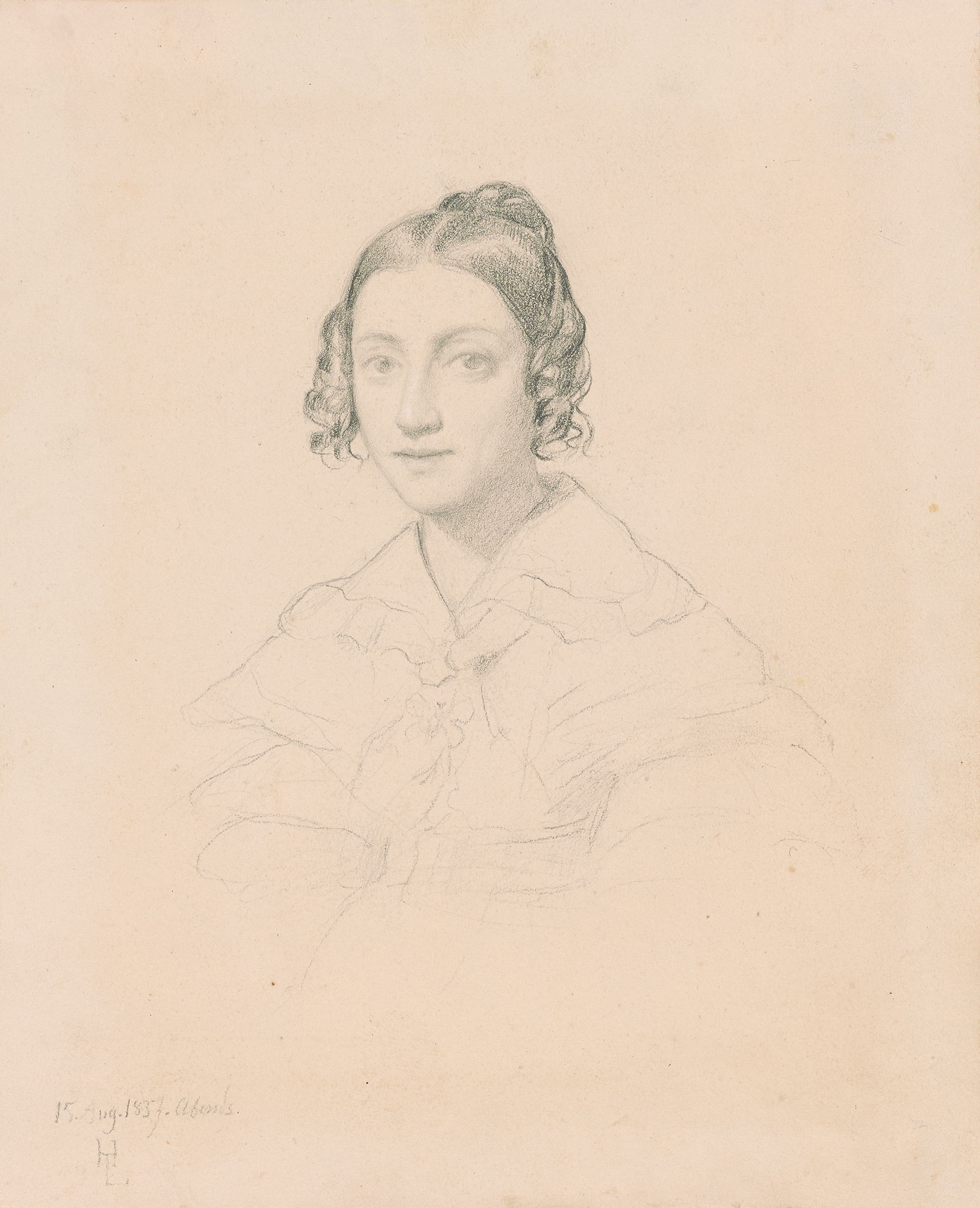
Charlotte Emden Moscheles (Henri Lehmann, 1837)

W 1825 roku ożenił się w synagodze w Hamburgu z pochodzącą z tego miasta Charlottą Emden (1805–1889), córką żydowskiego bankiera z Hamburga i kuzynką Heinricha Heinego. Osiedlili się w Londynie, gdzie w 1833 roku urodził im się syn Felix, który otrzymał imię po swoim ojcu chrzestnym – Mendelssohnie.
Moscheles był nadal praktykującym żydem w Wiedniu w latach 1814–1815. Jego żona odnotowała, że był członkiem wspólnoty w Wiedniu i że napisał dla niej oratorium sławiące pokój. Przez całe swe życie, jak wielu innych muzyków żydowskiego pochodzenia, pozostawał blisko innych muzyków podobnego pochodzenia takich jak Felix Mendelssohn, Anton Rubinstein, Joseph Joachim i Ferdinand Hiller. On też pozostał w kontakcie z mecenasami żydowskiego pochodzenia takich jak rodziny: Eskeles w Wiedniu, Leo w Paryżu i Rothschildowie w Anglii.  Moschelesowie byli rodzicami malarza Felixa (1833–1917), ich drugiego syna i Sereny Anny Moscheles (1830–1902), ich drugiej córki a żony Georga Rosena, który był orientalistą, jak i jego brat Friedrich August Rosen, inny z przyjaciół Mendelssohna. Jego wnuczka Jelka Rosen, także malarka, poślubiła kompozytora Fredericka Deliusa. Moscheles podróżował wiele w Europie jako pianista i dyrygent, w końcu osiadł w Londynie w latach 1825–1846, w r. 1832 został członkiem zarządu Royal Philharmonic Society. Nigdy nie wyparł się swych żydowskich korzeni i często zabierał swą rodzinę w odwiedziny do krewnych w Pradze, wszystkich, którzy zachowali wierność korzeniom.

### Okres londyński
W Londynie Moscheles nauczał gry na fortepianie w Królewskiej Akademii Muzycznej. Do jego uczniów należeli m.in.: Henry Litolff i Sigismund Thalberg. Został również dyrygentem Philharmonic Society.

Po okresie wiedeńskim nastąpiła seria koncertów w europejskim tournee (w jej trakcie, gdy Moscheles koncertował w Karlowych Warach, młody wówczas Robert Schumann słuchając go zapragnął zostać pianistą). Ale szczególnie ciepłe powitanie czekało Moschelesa w Londynie, gdzie w r. 1822 przyznano mu honorowe członkostwo London Academy of Music (później zwanego Royal Academy of Music). W końcu r. 1822 napisał „czuję się coraz bardziej i bardziej w Anglii jak w domu” i zdecydował się osiąść tam po wraz z żoną. Moscheles odwiedził większość wielkich stolic Europy, nim po raz pierwszy pojawił się w Londynie w r. 1822, gdzie zapewnił sobie przyjaźń Muzio Clementiego, u którego później studiował, i Johanna Baptista Cramera.
W marcu 1823 Moscheles opłacił długą wizytę do Bath w Somerset i zaczął pracę nad Koncertem fortepianowym Nr. 4 (op. 64). Na wycieczce do Bristolu, Coleridge mówi, że „Moscheles rozkoszował się widokiem kanału bristolskiego i dodał, co może być piękniejszą niż pierwszy widok walijskich gór od Clifton? czarującą panoramą? Właściwe miejsce, by napisać adagio; niebieskie góry tworzą tak wspaniałe tło dla tego jasnego kanału”. Koncert fortepianowy miał swe pierwsze wykonanie, w Londynie, niedługo później, 16 czerwca 1823.
W 1824 przyjął zaproszenie z Berlina od Abrahama Mendelssohna Bartholdy'ego, by dać lekcje jego dzieciom Felixowi i Fanny. Stwierdził: „To jest rodzina jakiej nigdy nie widziałem. Felix, chłopiec lat piętnastu jest zjawiskiem. Czym są wszystkie cudy w porównaniu z nim?... On jest już dojrzałym artystą. Jego starsza siostra Fanny jest też nadzwyczajnie utalentowana”. Wkrótce potem napisał: „Tego popołudnia... Dałem Felixowi Mendelssohnowi jego pierwszą lekcję, nie tracąc z oka ani na chwilę faktu, że usiadłem obok mistrza, nie ucznia”.
W ten sposób rozpoczął się związek nadzwyczajnej intensywności, który trwał przez resztę życia Mendelssohna i po jego śmierci (w r. 1847). Moscheles był odpowiedzialny za sprowadzenie Felixa do Londynu pierwszy raz w 1829 – Abraham powierzył Felixa jego opiece podczas tej wizyty. Moscheles ostrożnie przygotował grunt. W Londynie, prócz dawania regularnych i odnoszących sukcesy występów, został również doradcą muzycznym podczas wieczorów Rothschildów, stał się bezcenną pomocą dla sir George’a Smarta i Philharmonic Society, doradzając im utalentowanych europejskich muzyków, których spotkał w czasie swego tournee. Kiedy sir George Smart sam objeżdżał Europę w 1825 poszukując nowej muzyki i muzyków dla Philharmonic Society, Moscheles zaopatrzył Smarta w spis kontaktów i listy polecające, obejmujące zarówno Beethovena i Mendelssohna. (W Pradze, brat Moschelesa działał jako przewodnik sir Smarta). Smart odwiedził Mendelssohnów w Berlinie i był pod wrażeniem zarówno Felixa, jak i Fanny. To doprowadziło do zaproszenia Mendelssohna do dyrygowania w Philharmonic Society w czasie jego wizyty w r. 1829.
W 1827 Moscheles służył jako pośrednik między Philharmonic Society a umierającym Beethovenem. Pomógł przekonać Philharmonic Society, by posłać Beethovenowi rozpaczliwie potrzebne fundusze w okresie jego choroby. W zamian, Beethoven zaoferował się napisać dla Philharmonic Society swą (niedokończoną) Dziesiątą Symfonię.
Wielki sukces Mendelssohna w Anglii począwszy od 1829, aż po kres jego życia stanowił też po części odbicie starań jego przyjaciela. Nawet gdy muzyka Moschelesa była postrzegana jako trochę staromodna, był on wciąż bardzo poszukiwany jako nauczyciel muzyki a wśród jego uczniów znalazło się wiel dzieci bogaczy i arystokratów. Został też wyznaczony na pianistę ks. Alberta, posadę, która mimo wszystko potwierdzała jego status.
Moscheles nigdy nie przestał promować muzyki Beethovena i dał wiele recitali z jego utworami. W 1832 dyrygował londyńską premierą Missa Solemnis L. van Beethovena oraz jego IX Symfonią, a także przetłumaczył biografię Beethovena autorstwa F. Schindlera na język angielski. Był wczesnym wykonawcą recitali fortepianowych – koncertów muzyki fortepianowej solo, innowacji, o której dyskutowali Liszt i Moscheles. Moscheles ponownie wprowadził klawesyn jako solowy instrument koncertowy. Grywał też często wraz z Mendelssohnem w Londynie (i w innych miejscach) – do najbardziej ulubionych przez obu muzyków były koncerty Bacha na kilka instrumentów klawiszowych. Przy tych okazjach Mendelssohn i Moscheles stali się znani ze współzawodnictwa w improwizowanych kadencjach. Koncerty na trzy klawesyny bywały wykonywane m.in. z Thalbergiem przy trzeciej klawiaturze, albo z Clarą Schumann. Moscheles często występował jako dyrygent, zwł. dzieł Beethovena.

### Okres lipski

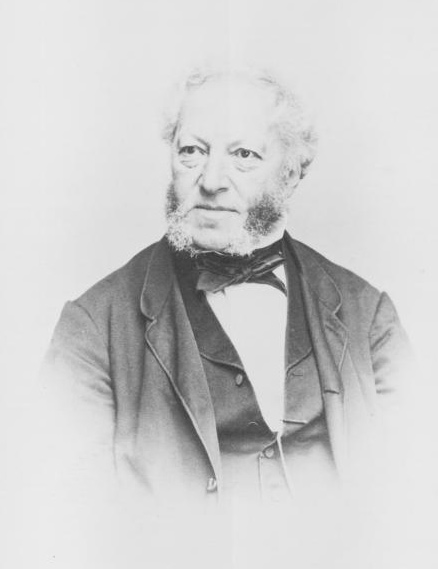
I. Moscheles w latach 60. XIX w. (zdjęcie Augusta Brascha)

W 1846 roku Moscheles ostatecznie opuścił Londyn i został profesorem gry na fortepianie w założonym przez Feliksa Mendelssohna konserwatorium w Lipsku. W mieście tym pozostał do śmierci w 1870 roku.
Choć w Londynie Moscheles kontynuował komponowanie i wyruszał stamtąd na tournee z koncertami, to był uzależniony od dochodów z nauki i czuł nacisk z tego powodu. Stąd, kiedy Mendelssohn założył Konserwatorium w Lipsku w 1843, był zdecydowany ściągnąć Moschelesa jako kolegę, oferując mu czas na planowane koncerty i komponowanie. Po kilku latach, w 1846, Moscheles chętnie przyjął tę pozycję, dzięki której został długoletnim i prominentnym członkiem wydziału Konserwatorium, ucząc gry na fortepianie przez kilka dekad.
Konserwatorium stało się w rezultacie miejscem kultu muzycznego dziedzictwa Mendelssohna. Krytyk i pianista Edward Dannreuther, który studiował u Moschelesa w Lipsku w l. 1859–1863, napisał później:
[…] szeptano, że dwa stare fortepiany w Sali fortepianów w Konserwatorium miały zwyczaj robić próbę Koncertu d-moll Mendelssohna zupełnie same, od wpół do pierwszej w niedzielę w nocy, aż do piania kura! Siła zwyczaju, przypuszczalnie.
Tamże przyszło Moschelesowi przeprowadzić kontratak na Wagnera (po drugim ataku na Mendelssohna (i Meyerbeera) w jego głośnym artykule „Das Judenthum w der Musik” („Żydzi w muzyce”), w którym zażądał rezygnacji z zarządu Konserwatorium redaktora Wagnera, Franza Brendela). Tak jak Mendelssohn, Moscheles wierzył, że muzyka osiągnęła swój złoty wiek w czasach od Bacha do Beethovena i był podejrzliwy (chociaż niekoniecznie wrogi) względem nowych kierunków takich jak te rozwijane przez Wagnera, Liszta i Berlioza. Mimo to, jego osobiste stosunki z wszystkimi (prócz być może Wagnera) pozostały serdeczne. Spuścizna Mendelssohna w Wielkiej Brytanii powodowała, że Konserwatorium w Lipsku miało świetną renomę wśród angielskich muzyków a pośród tych, którzy studiowali tam za czasów Moschelesa byli Arthur Sullivan i Charles Villiers Stanford; z polskich kompozytorów do uczniów Moschelesa w konserwatorium lipskim należeli Aleksander Michałowski i Władysław Tarnowski.
Moscheles umarł w Lipsku 10 marca 1870, dziewięciu dni po swej ostatniej próbie z lipską orkiestrą Gewandhausu.

### Krąg przyjaciół i rywali
Moscheles należał do największych wirtuozów XIX wieku. Przyjaźnił się z Hummlem, Kalkbrennerem, Mendelssohnem; do jego największych rywali należeli J.B. Cramer, H. Herz i C.M. Weber.

## Muzyka
Wśród 142 dzieł, Moscheles napisał kilka utworów symfonicznych. Oprócz uwertury, baletu i symfonii, wszystkie napisane są na fortepian i orkiestrę: 8 koncertów fortepianowych (z których ostatni zachował się tylko w formie fragmentarycznej, bez partii orkiestry) i cykl wariacji i fantazji opartych na pieśniach ludowych. Główny temat finału jego 4-tego koncertu fortepianowego jest oparty na pieśni „Brytyjskich Grenadierów”. Moscheles też pozostawił kilka dzieł kameralnych (w tym trio fortepianowe, które zostało nagrane) i bardzo wiele dzieł na fortepian solo, w tym sonaty i etiudy, na których ćwiczyli zaawansowani studenci, nawet gdy muzyka Moschelesa popadła w zapomnienie. Pozostało też trochę pieśni.
Od niedawna można zauważyć pewien wzrost zainteresowania kompozycjami Moschelesa i niektórych jego kolegów, to zainteresowanie przełożyło się na wydania muzyki na CD, i obecnie wszystkie ukończone koncerty i fantazje na fortepian są dostępne na płycie Hyperion Records nagranej przez Howarda Shelleya, dyrygenta Tasmanian Symphony Orchestra; tamże wydano też ukończone etiudy, nagrane przez Piers Lane. Z kolei Ian Hobson nagrał pierwszy sześć i dołączył parę wariacji nie nagranych przez Shelleya.

## Literatura w jęz. polskim
- Wilfrid Blunt – Feliks Mendelssohn, PIW, Warszawa, 1979.
- George R. Marek – Beethoven, PIW, Warszawa, 1997.
- Michael Steen – Wielcy kompozytorzy i ich czasy, Rebis, Poznań 2009.
- Adam Zamoyski – Chopin, PIW, Warszawa, 1985.
- Encyklopedia Muzyki, PWN, Warszawa, 1995;Encyklopedia Muzyki, wydanie 2 poprawione, PWN, Warszawa, 2001, s. 571.
- Encyklopedia Powszechna PWN Państwowe Wydawnictwo Naukowe, Warszawa, tom 7 (Man-Nomi), 1966, s. 480.

## Literatura w języku angielskim
- David Conway Jewry in Music: Entry to the Profession from the Enlightenment to Richard Wagner., Cambridge, 2011.
- Mark Kroll Ignaz Moscheles and the Changing World of Musical Europe., Woodbridge, 2014.
- Charlotte Moscheles, tłumaczenie na angielski A. D. Coleridge, Life of Moscheles, 2 tomy, Londyn, 1873.
- Felix Moscheles (red.) Letters of Felix Mendelssohn to Ignaz and Charlotte Moscheles, Londyn, 1888.
- Felix Moscheles Fragments of an Autobiography, Londyn, 1899.